# Hrovača
Hrovača este o localitate din comuna Ribnica, Slovenia, cu o populație de 198 de locuitori.